# بيتر ميتشيل (دراج)
بيتر ميتشيل (بالإنجليزية: Peter Mitchell) هو دراج بريطاني، ولد في 12 يناير 1990 في لندن في المملكة المتحدة.

## وصلات خارجية
- الموقع الرسمي
- بيتر ميتشيل على موقع أرشيف الدراجات (الإنجليزية)
- بيتر ميتشيل على موقع اتحاد ألعاب الكومنولث (مؤرشف) (الإنجليزية)